# 볼레렝아 포트발

볼레렝아 포트발(노르웨이어: Vålerenga Fotball)은 노르웨이의 축구 클럽으로 수도 오슬로를 연고지로 하고 있다. 이 클럽은 1913년에 창단 되었고 2007년 프리미어리그를 7위로 마감하였다.
볼레렝아의 역사는 1898년에 만들어진 "Fotballpartiet Spark"까지 거슬러 올라간다. 이 클럽이 1913년에 "Idrettslaget Spring"가 되었고 후에 이름을 현재의 명칭으로 변경하였다. 현재 스토크 시티에서 뛰고 있는 욘 카레브, 하노버 96에서 뛰고 있는 모하메드 압델라우에가 이 클럽 출신이다.
한국 포털사이트 네이버 키워드에 '프로 11명 VS 아마추어 22명'이라는 동영상 제목으로 흔히 알려진 팀이며 노르웨이 관영 TV2의 인기 예체능 리얼 버라이어티 '골든골'에 '과연 아마추어 몇명이 있어야 1부리그 팀을 이길수 있을까?'에 대한 실험으로 출연한 팀이다.

## 역대 성적
- 노르웨이 프리미어리그

우승 (5회): 1965, 1981, 1983, 1984, 2005
준우승 (2회): 1949, 2004
- 노르웨이 컵

우승 (3회): 1980, 1997, 2002
준우승 (2회): 1983, 1985

## 역대 감독
| 감독              | 임기      |
| ----------------- | --------- |
| 헨뤼 요한센       | 1944      |
| 크리스티안 헨릭센 | 1947~1948 |
| 헨뤼 요한센       | 1949      |
| 크리스티안 헨릭센 | 1957~1958 |
| 셰틸 레크달       | 2001~2006 |
| 셰틸 레크달       | 2013~2017 |
| 로니 다일라       | 2017~2020 |
| 게이르 바케       | 2024~     |

## 선수 명단

### 현역
참고: FIFA 자격 규정에 따라 소속된 국가대표팀 국기를 표시합니다. 선수는 복수의 FIFA 비회원국 국적을 가지고 있을 수 있습니다.
| 번호 | 포지션 | 국적       | 이름                |
| ---- | ------ | ---------- | ------------------- |
| 5    | DF     |            | 케빈 취엠버         |
| 14   | FW     | 나이지리아 | 온예부치 오바시     |
| 27   | DF     |            | 비니시우스 노게이라 |
| 29   | MF     | 카메룬     | 브라이스 암비나     |

| 번호 | 포지션 | 국적 | 이름 |
| ---- | ------ | ---- | ---- |